# كانديبا
كانديبا (بالبرتغالية: Candiba‏) بلدية في ولاية باهيا في المنطقة الشمالية الشرقية من البرازيل.